# Zenón de Mérida
Zenón de Mérida o simplemente Zenón fue obispo de  Mérida pero no está clara la época en la que fue obispo de esta diócesis. Enrique Flórez  sitúa el comienzo de su pontificado antes del año 687 lo cual presenta ciertas diferencias de importancia con otros episcopologios. La sucesión de Zenón en la sede emeritense al obispo  Esteban II se conoce por medio de unos versos latinos que se conservan en un «Códice Gótico» muy antiguo conocido como el Códice de Azagra que contiene también  los versos de  Coripppio,  Sedulio, San Eugenio de Toledo y Draconcio y que una parte, la que interesa respecto su existencia, si fue obispo y a la época en la existió, se expone a continuación.

## Códice de Azagra
INCIPIUM VERSI IN PONTE EMeRiTeNSi iNSCRiPTi
Solveras antiquas moles ruinosa vetustas
Lapsum & senio ruptum pendebat opus
Perdiderat usum suspensa via per amnem
Et liberae pontis casus negabat iter
Nunc tempore potentis Getarum Ervigii Regis
Quod deditat sibi praecepit excoli terras
Studuit magnanibus factis extendere nomen
Veterum & titulis addidit SALLA suum
Nam postquam eximiit novavit noenibus urbem
Hoc magis miraculum patrere non distitit
Construxit arcos, penitus fundabit in undis,
Et mirum auctoris imitans vicit opus.
Necnom & patriae tantum creare munimen
Summi, Sacerdotis ZENONIS suasit amor.
Urbs augusta felix mansura per saecula longa,
Novata studio ducis & PONTIFICIS
-Era DCCI

Mediante este documento se conocen los siguientes datos acerca del obispo Zenón:
- Durante el reinado de Ervigio presidía la sede emeritense un obispo llamado Zenón ya que se le aplica a este los apelativos de Sumo Sacerdote y Pontífice.
- Que fue obispo en los años finales del reinado de Ervigio y no al principio pues en esta época estaba de obispo Esteban que se hallaba en esta sede desde el reinado de  Wamba.
- Que el comienzo del periodo episcopal de Zenón tenía que ser posterior al año 684 ya que el obispo Esteban aún vivía en esa época y anterior al año 687 que fue cuando murió el rey Ervigio.
- Por consiguiente, el comienzo del pontificado del obispo Zenón fue entre los años 684 y 687.
- Que durante el reinado de Ervigio flaqueó el puente cayendo alguno de sus pilares y como en esa época — siguiendo los versos del Códice de Azagra — vivía en  Mérida un Gobernador llamado Sala, hombre bondadoso, que renovó las murallas de Mérida. Aprovechando la ocasión que brindaban estas obras, el obispo Zenón le propuso que levantase el puente derruido, lo cual hizo y con tan gran esmero que sobrepasó las obras del primer arquitecto.
- Por el sentido que le da la frase «...por amor a la patria convenció al Gobernador para que realizara las obras del puente...», y como la palabra «patria» se solía referir al lugar de nacimiento se puede casi asegurar que el obispo Zenón era emeritense.

Este prelado falleció cerca del año 688 ya que en mayo de ese año ya tenía sucesor por lo que su pontificado duró unos cuatro años.